# Смертна кара у Казахстані
Смертна кара в Казахстані — міра покарання, яка була передбачена Кримінальним кодексом Казахстану та Конституцією Казахстану, яка могла бути застосована щодо осіб, засуджених за терористичні злочини, пов'язані з загибеллю людей, за особливо тяжкі злочини, скоєні у воєнний час, і за посягання на президента країни. Смертна кара наводилася через розстріл. З моменту проголошення незалежності Казахстану, 536 смертних вироків було виконано, останній датується 2003 роком (до настання мораторію було страчено 12 осіб). З 1 січня 2004 року до 24 вересня 2020 року в країні діяв мораторій на страту. Наразі смертну кару скасовано. Пункт 2 статті 15 Конституції Казахстану говорить: «Ніхто немає права довільно позбавляти людини життя. Смертна кара забороняється.»

## Історія

### Казахське ханство
Смертна кара в Казахському ханстві по Жети Жарги застосовувалася за вбивство, згвалтування, кровозмішення до 7 коліна.

## Кримінальний кодекс
Кримінальний кодекс Казахстану передбачав смертну кару як виняткову міру покарання, яка застосовується до осіб, які вчинили терористичні злочини, пов'язані із загибеллю людей, або особливо тяжкі злочини, скоєні у воєнний час. У числі 17 злочинів, що передбачають подібну міру покарання, згадуються «Застосування заборонених засобів і методів ведення війни», «Геноцид», «Наймання», «Державна зрада у воєнний час», «Зазіхання на життя Першого Президента Республіки Казахстан — Лідера Нації», «Зазіхання на життя Президента Республіки Казахстан» (навіть якщо він залишиться живим), «Диверсія», «Акт тероризму», «Ухилення або відмова від несення військової служби у воєнний час», «Дезертирство у воєнний час» та інші. Вирок смертної кари виконується як мінімум через рік з моменту його набуття чинності. Смертний вирок заборонено застосовувати до жінок, неповнолітніх і людей похилого віку.

## Заміна страти довічним позбавленням волі
17 грудня 2003 року президент Казахстану Нурсултан Назарбаєв оголосив про введення безстрокового мораторію на виконання вироків до страти до вирішення питання про її скасування, указ набув чинності з 1 січня 2004. З 2007 року в Конституції Казахстану смертна кара згадується як міра покарання, що застосовується лише щодо засуджених за тероризм або особливо тяжких злочинів у воєнний час; це ж підтверджує і Amnesty International.
У 2016 році розпочалося обговорення нової редакції Кримінального кодексу Казахстану та про необхідність згадувати смертну кару як міру покарання. Заступник Генерального прокурора Казахстану Йоган Меркель заявив, що не підтримує повного скасування страти. Під час обговорення пропонувалося розширити список осіб, щодо яких може бути застосована смертна кара, та включити туди засуджених за корупцію, педофілію та торгівлю наркотиками. Однак у 2016 році депутат Сенату Казахстану Дарига Назарбаєва спростувала чутки про запровадження страти щодо педофілів, заявивши, що до них застосовуватиметься хімічна кастрація.

## Очікуючі вироку
Наразі смертна кара фактично замінена на довічного позбавлення волі: понад 100 осіб, раніше засуджених до страти або довічно засуджених, відбувають покарання у двох колоніях для довічно засуджених: «Чорний Беркут» (Костанайська область) та в'язниці закритого типу в місті Аркалик. Із запровадженням мораторію смертний вирок було винесено щонайменше 5 людям. У 2006 році до смертної кари був засуджений офіцер поліції Рустам Ібрагімов за вбивство колишнього посла Казахстану в Росії та члена Уряду Республіки Казахстан Алтинбека Сарсенбайули, але в 2014 Ібрагімову замінили страту довічним позбавленням волі. Через 10 років, у листопаді 2016 року до смерті було засуджено Руслана Кулекбаєва за вбивство 10 осіб під час терористичного акту в Алма-Аті, підозрюваного у співпраці з ісламськими екстремістами.

## Думки
З моменту введення мораторію на страту в Казахстані тривають дискусії з приводу скасування мораторію, хоча у 2008 році Казахстан підтримав мораторій ООН на страту.

### Прихильники мораторію
Ряд депутатів Мажилісу Казахстану (нижньої палати Парламенту) виступили за збереження мораторію, обговорюючи справу Руслана Кулекбаєва. Так, депутат Азат Перуашев підтримав мораторій на смертну кару, заявивши, що винятків не може бути зроблено ні для кого і що право життя людині дається з народження. Голова комітету з міжнародних справ, оборони та безпеки Маулен Ашимбаєв заявив, що смертна кара може бути виконана лише у разі скасування мораторію. Ще один депутат, Айкін Конуров, заявив, що Казахстан повинен буде відмовитися від страти, щоб увійти до складу членів ОЕСР.

### Прихильники смертної кари
Ряд громадських і політичних діячів вважають, що страту в країні потрібно відновити як мінімум щодо терористів: цю ідею підтримала суддя міського суду Астани Сайран Алімбаєва після серії терактів в Актобе.